# Combate de Pampa Germania
El Combate de Pampa Germania, también conocido como Combate de Agua Santa, fue un combate de caballería ocurrida el 6 de noviembre de 1879, en el contexto de la Campaña de Tarapacá, durante la Guerra del Pacífico (1879–1884). El combate se desarrolló en el sector de Pampa Germania, cercano al poblado de Agua Santa, al interior de la actual región de Tarapacá, en el desierto del norte grande chileno.
La batalla enfrentó a una fuerza de caballería chilena, dirigidas por el teniente coronel José Francisco Vergara y el comandante Sofanor Parra, contra un destacamento de caballería peruana, liderado por el teniente coronel José Buenaventura Sepúlveda. Las fuerzas chilenas emboscan y masacran a la caballería aliada que se encontraba en la retaguardia del ejército aliado, el cual había emprendido ya su marcha hacia Dolores, en el sector de Pampa Germania, cercano a Agua Santa.

## Antecedentes

### Situación chilena
Al día siguiente del desembarco chileno en Pisagua, fue enviado el teniente coronel de la Guardia Nacional chilena don José Francisco Vergara, junto a cinco oficiales a San Roberto, ya que se tenían noticias que en el lugar se concentraba un contingente aliado de unos 6000 soldados, pero retornaron sin encontrar nada. A su vuelta, Vergara le sugiere al General Erasmo Escala realizar un reconocimiento mayor en la zona, por lo que fue enviada al desierto una partida de exploración con el fin de comprobar la retirada aliada y establecer zonas de seguridad y de aprovisionamiento de agua para el resto de las tropas.
Esta partida estaba a cargo del mismo Vergara, compuesta por un escuadrón del Regimiento Cazadores a Caballo, formado por 175 jinetes bajo el mando de los capitanes Sofanor Parra y Manuel Barahona. Al llegar a la estación de Dolores y encontrar sus instalaciones intactas, informó de su hallazgo a Escala, instándole a enviar tropas hacia el lugar.

### Situación aliada
Buendía había ordenado reunir a las tropas aliadas en Agua Santa luego del desembarco chileno, mientras se dirigía hacia Pozo Almonte. En ese camino se encontraba un grupo de 90 jinetes aliados que habían partido de Iquique en misión de exploración, los jinetes aliados no contaban con sables sino únicamente con carabinas. Esta fuerza de caballería pertenecía a los regimientos Húsares de Junín y Húsares de Bolivia, comandados por el teniente coronel peruano José Buenaventura Sepúlveda y el Capitán don Manuel María Soto, respectivamente.
Sepúlveda dispuso el descanso de la tropa estableciendo vigías cuando llegaron a Germania a las 15:45 del 6 de noviembre. Poco tiempo después los vigías alertaron de la cercanía de un pelotón chileno que era de avanzada.

## El combate
La historiografía chilena cuenta que ambas fuerzas se dispusieron en línea para cargar y que al chocar ambas, la caballería chilena, sobre cabalgaduras más altas y en superioridad numérica, rompe el centro de las fuerzas aliadas, separando a los jinetes peruanos en dirección al norte y los bolivianos hacia el sur. Una vez dividido el contingente aliado, los chilenos salen en persecución de los aliados, matando a casi todos.

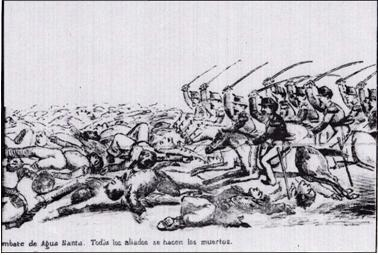
Caricatura chilena sobre el combate

La historiografía peruana y el historiador militar chileno Francisco Machuca cuentan que los chilenos simularon una retirada con el fin de sacar a los aliados de sus posiciones defensivas en la estación de Germania para luego dar la vuelta y atacar a quienes les perseguían. Con ello en superioridad numérica, con mejor armamento y cabalgaduras vencen a los aliados.
Según parte de Vergara cayeron muertos alrededor de 50 a 70 aliados, entre ellos el comandante Sepúlveda, tomando además 5 prisioneros. Los chilenos tuvieron un total de 11 bajas (1 sargento y 2 soldados muertos; y 1 alférez, 1 cabo y 6 soldados heridos).

## Información adicional
El comandante peruano José Buenaventura Sepúlveda era hijo de un oficial chileno que habiendo realizado la campaña contra la Confederación Perú-Boliviana en 1838 habiase quedado a vivir en el Perú tras casarse con una dama limeña.